# Casa Ransom Gillis
La Casa Ransom Gillis es una casa histórica ubicada en 205 Alfred Street (63 Alfred antes de la renumeración) en Midtown Detroit, en el estado de Míchigan (Estados Unidos). Situada en el distrito Brush Park, fue diseñada por Henry T. Brush y George D. Mason y construida entre 1876 y 1878. Fue restaurada en 2015.

## Historia
Fue construida a un costo de 12 000 dólares para Ransom Gillis, un comerciante mayorista de productos secos. La propiedad fue vendida por Gillis en 1880 y esta pasó por manos de cuatro familias de altos ingresos entre 1880 y 1919. Luego la estructura principal se convirtió en una casa de huéspedes, junto con la mayoría de las otras estructuras en la calle. La cochera detrás de la estructura fue alquilada por Mary Chase Perry Stratton en 1903, convirtiéndose en el primer hogar de Pewabic Pottery.
La cerámica se trasladó en 1906, y la cochera fue ocupada por un taller de reparación de automóviles, un taller de servicio de baterías y, finalmente, una estación de servicio, antes de ser demolida y reemplazada por un restaurante en 1935. El restaurante funcionó hasta la década de 1960 y fue demolido en 2005/2006, como parte del trabajo de "naftalina" de la ciudad en la propiedad.
Se agregó un escaparate al frente de Ransom Gillis House a fines de la década de 1930 y se operó junto con la pensión hasta mediados de la década de 1960. Se hicieron varios intentos para restaurar la estructura principal en los años 1970, 1980 y mediados de los 2000, ninguno de los cuales tuvo éxito.
La propiedad era propiedad de la ciudad de Detroit en 2001

## Arquitectura
La Casa Ransom Gillis trajo a Detroit el estilo gótico veneciano, popularizado por el libro de John Ruskin Las piedras de Venecia. La pieza central de la estructura es la torreta situada en la esquina frontal izquierda, cuya circunferencia está acentuada por cinco filas de mosaicos de diseños geométricos simples en tonos azul, rojo, amarillo y marrón. Un trabajo de azulejos similar se extendió por el resto de la estructura. 
La base de la torreta está decorada con tallas de piedra de cuatrillizos de flores, similares pero todas ligeramente diferentes. La torreta estaba sostenida desde abajo por un poste de piedra ornamentado. Columnas de madera oscura y ornamentada encerraban el porche de la entrada de la casa. Por último, un techo abuhardillado de pizarra oscura y empinada con una cresta de hierro ornamentada completó los picos en un detalle tradicional de la época.